# 김동욱 (배우)
김동욱(1983년 7월 29일~)은 대한민국의 배우이다.

## 학력
- 서울동자초등학교 졸업(1996년)
- 자양중학교 졸업(1999년)
- 자양고등학교 졸업(2002년)
- 한국예술종합학교 연극원 연기과(2002학번, 학사)

## 경력 사항
- 2012년 7월 제8회 제천국제음악영화제 홍보대사
- 2020년 6월 제65회 현충일 추념식 사회
- 2020년 11월 제21회 가치봄영화제 홍보대사

## 수상 및 후보
| 연도 | 시상식                       | 부문                                  | 작품                    | 결과 |
| ---- | ---------------------------- | ------------------------------------- | ----------------------- | ---- |
| 2007 | 제1회 코리아 드라마 페스티벌 | 네티즌 인기상                         | 커피프린스 1호점        | 수상 |
| 2009 | 제17회 이천춘사대상영화제    | 신인남우상                            | 국가대표                | 후보 |
| 2009 | 제17회 이천춘사대상영화제    | 공동연기상                            | 국가대표                | 수상 |
| 2009 | 제12회 디렉터스 컷 시상식    | 올해의 남자 신인연기자상              | 국가대표                | 수상 |
| 2010 | 제7회 맥스무비 최고의 영화상 | 최고의 남자 신인배우상                | 국가대표                | 수상 |
| 2016 | 제10회 케이블TV 방송대상     | 베스트 캐릭터상                       | 라이더스: 내일을 잡아라 | 수상 |
| 2017 | MBC 연기대상                 | 미니시리즈부문 남자 우수연기상        | 자체발광 오피스         | 후보 |
| 2018 | 제54회 백상예술대상          | 영화부문 남자 조연상                  | 신과함께: 죄와 벌       | 후보 |
| 2018 | 제23회 춘사영화제            | 남우조연상                            | 신과함께: 죄와 벌       | 수상 |
| 2018 | 제39회 청룡영화상            | 남우조연상                            | 신과함께: 죄와 벌       | 후보 |
| 2018 | 제38회 황금촬영상            | 최우수 남우조연상                     | 신과함께: 죄와 벌       | 수상 |
| 2018 | 제7회 대한민국 베스트 스타상 | 베스트 조연상                         | 신과함께: 인과 연       | 수상 |
| 2019 | 제17회 올해의 브랜드 대상    | 인물/문화 부문 - 올해의 남자배우      | 빈칸                    | 수상 |
| 2019 | 제14회 서울 드라마 어워즈    | 남자 연기자상                         | 특별근로감독관 조장풍   | 수상 |
| 2019 | 제12회 코리아 드라마 어워즈  | 남자 최우수연기상                     | 특별근로감독관 조장풍   | 수상 |
| 2019 | MBC 연기대상                 | 대상                                  | 특별근로감독관 조장풍   | 수상 |
| 2019 | MBC 연기대상                 | 월화·특별기획드라마 남자 최우수연기상 | 특별근로감독관 조장풍   | 수상 |
| 2019 | MBC 연기대상                 | 최고의 1분 커플 (with 김경남)         | 특별근로감독관 조장풍   | 후보 |
| 2020 | MBC 연기대상                 | 대상                                  | 그 남자의 기억법        | 후보 |
| 2020 | MBC 연기대상                 | 수목미니시리즈부문 남자 최우수연기상  | 그 남자의 기억법        | 후보 |
| 2020 | MBC 연기대상                 | 온라인 베스트 커플 (with 문가영)      | 그 남자의 기억법        | 수상 |
| 2023 | KBS 연기대상                 | 대상                                  | 어쩌다 마주친, 그대     | 후보 |
| 2023 | KBS 연기대상                 | 남자 최우수연기상                     | 어쩌다 마주친, 그대     | 후보 |
| 2023 | KBS 연기대상                 | 미니시리즈부문 남자 우수연기상        | 어쩌다 마주친, 그대     | 후보 |
| 2023 | KBS 연기대상                 | 베스트 커플상 (with 진기주)           | 어쩌다 마주친, 그대     | 후보 |
| 2023 | KBS 연기대상                 | 남자 네티즌상                         | 어쩌다 마주친, 그대     | 후보 |